# Тадар'ят
Тадар'ят (англ. Tadaryat) — село на заході Буркіна-Фасо, біля кордону з Малі.
5 червня 2021 року тут та в сусідньому Солхані сталася різанина, в результаті якої загинуло 174 людини.